# ベンヴェヌート・チェッリーニ

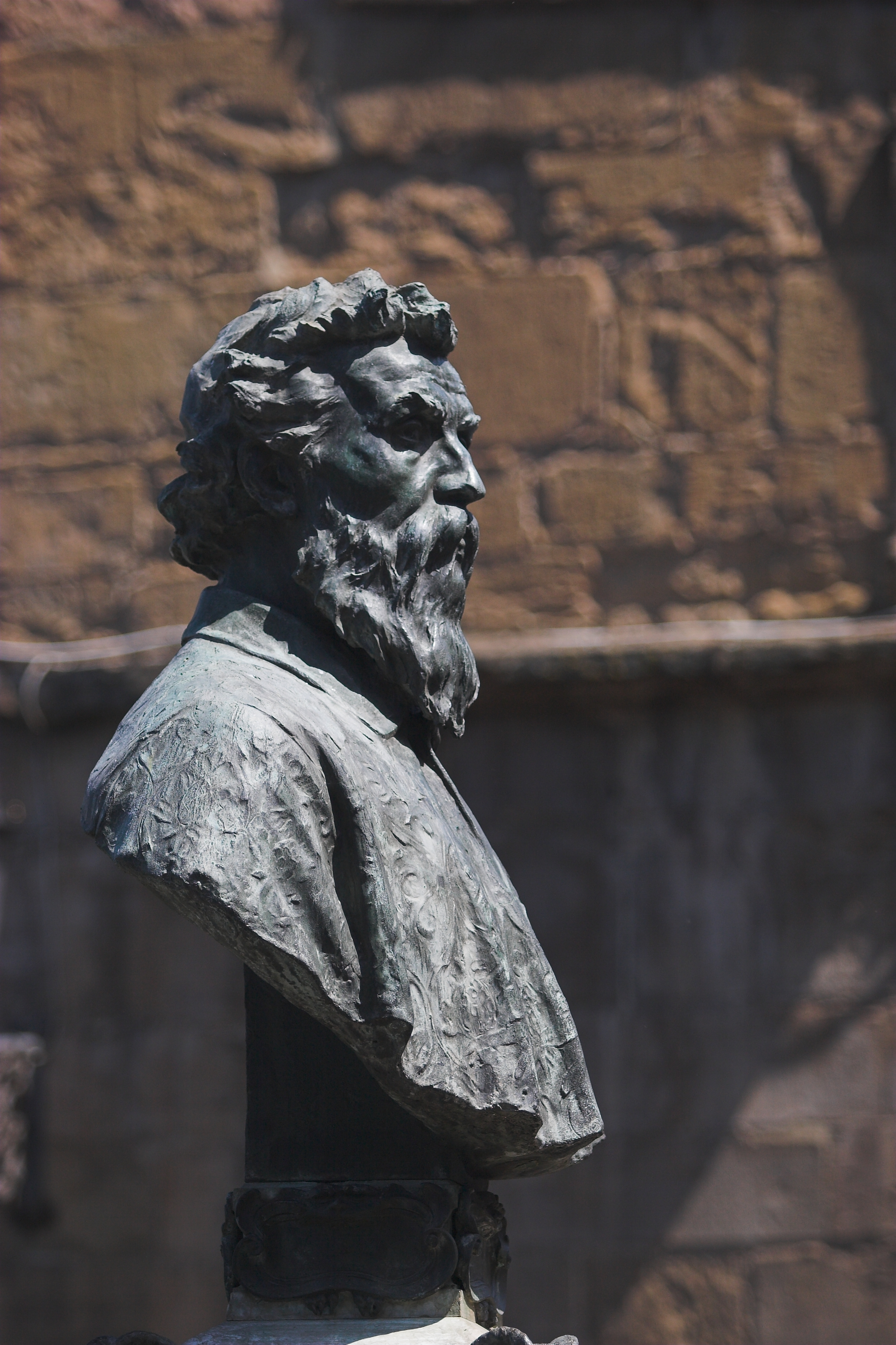
1901年に Raffaello Romanelliによって製作された チェッリーニの胸像（フィレンツェのヴェッキオ橋の装飾彫刻）

ベンヴェヌート・チェッリーニ（Benvenuto Cellini, 1500年11月3日 - 1571年2月13日）は、ルネサンス期のイタリア画家、金細工師、彫刻家、音楽家。奔放な「自伝」でも知られる。

## 生涯
フィレンツェに生まれる。父はメディチ家で技師・音楽家として仕えていた。1515年から彫金師に弟子入りし1523年からローマで彫金の注文を請け負う。教皇クレメンス7世に仕えるがボローニャ・ピサでも修業を続ける。ミケランジェロの壁画などを模写し、その才能を終生崇拝していた。1527年カール5世のローマ侵略に応じてサン・タンジェロ城の防衛に参加し、1528年からミケランジェロとの交遊が始まる。1535年フィレンツェでアレッサンドロ公による貨幣鋳型の注文に応え、4種制作。教皇パウルス3世の不興を蒙り、1538年から2年間サンタンジェロ城に幽閉される。1540年からフランス国王フランソア1世に招かれて5年間パリに滞在する。帰国後メディチ家のコジモ1世の庇護を受けるようになり、多くの彫刻・装飾の仕事を残している。65歳で初めて結婚し、3児を残している。ルネサンス後期マニエリスムの代表的な芸術家とされる。

## 主な作品(彫刻・彫金)
- サリエラ（英語版）（黄金の塩入れ）1539-43年 (美術史美術館) - アンリ2世からオーストリア＝ハプスブルク家に贈与され、ウィーンで2003年3月盗難に遭ったが、2006年1月に発見される。
- ニンフの浮き彫り　1543年 (ルーヴル美術館) - フォンテーヌブロー宮殿旧蔵
- コジモ・デ・メディチ1世の胸像　1548年 (バルジェッロ国立美術館)
- ペルセウス像（英語版） 1554年（ロッジア・ディ・ランツィ）[1]

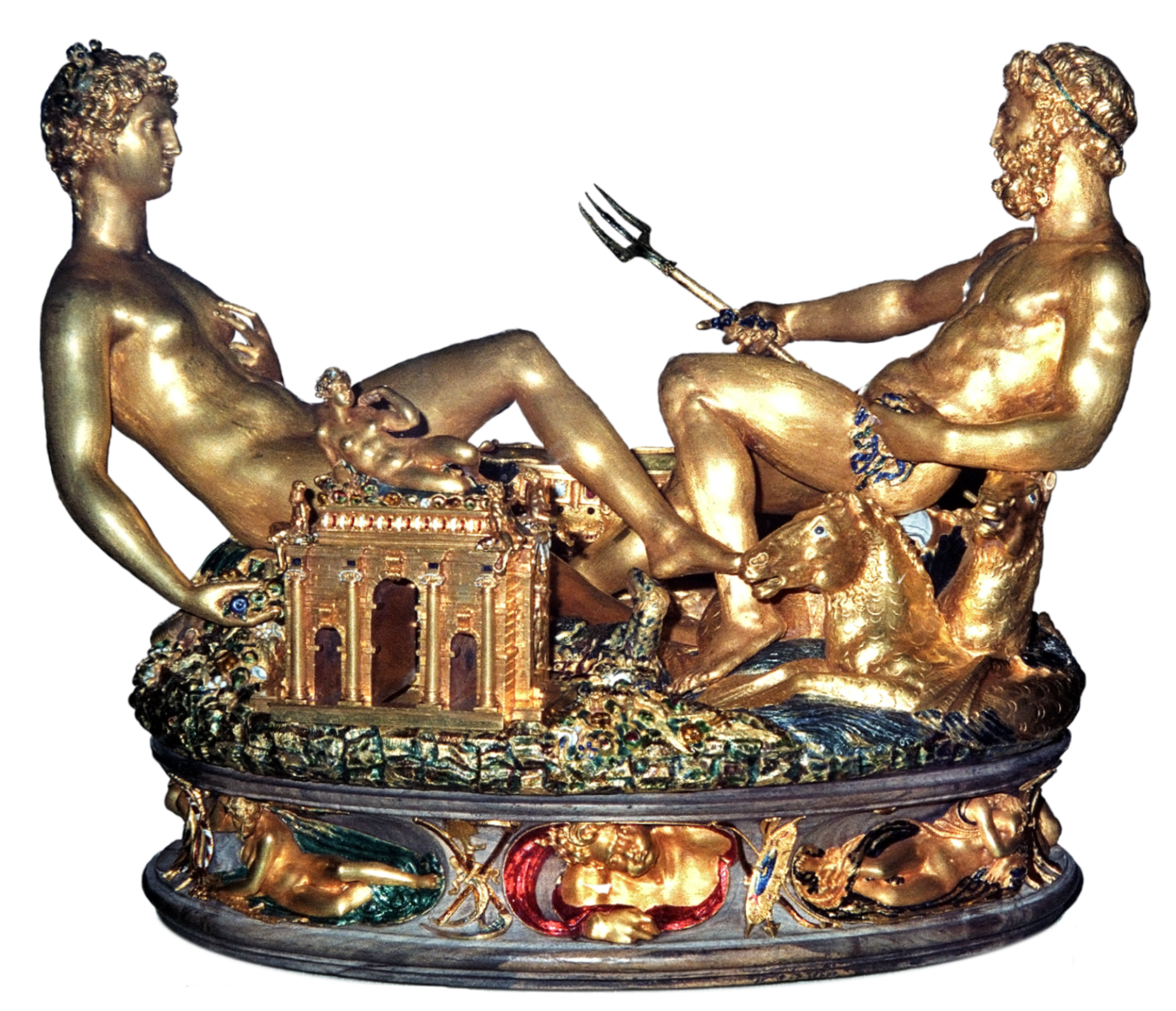
サリエラ（黄金の塩入れ）(美術史美術館)
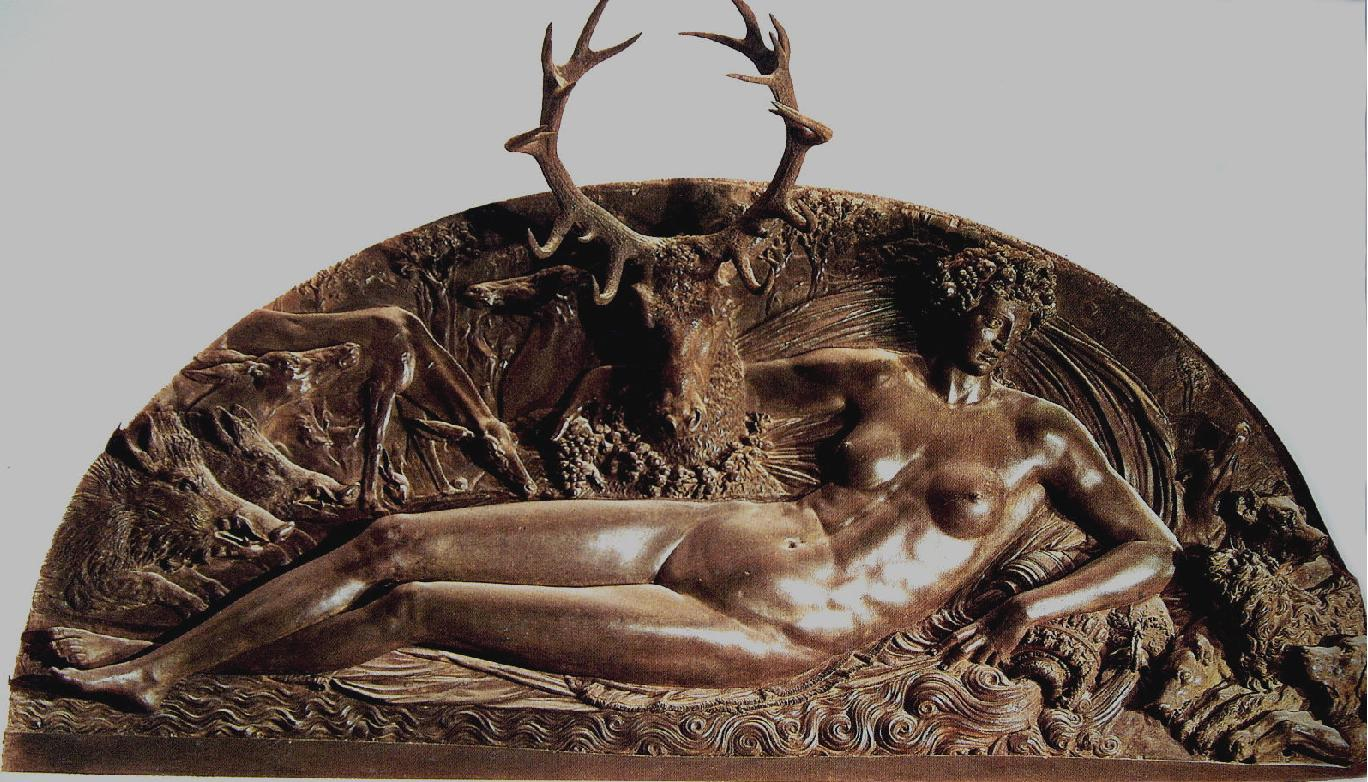
ニンフの浮彫り (ルーブル美術館収蔵)
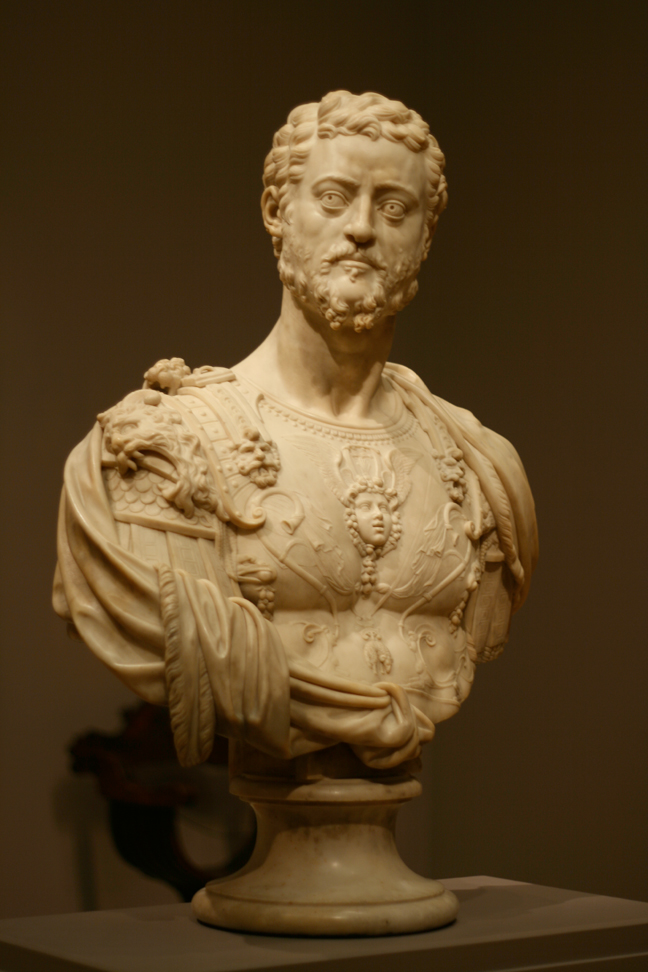
コジモ・デ・メディチ1世胸像 (バルジェッロ国立美術館)
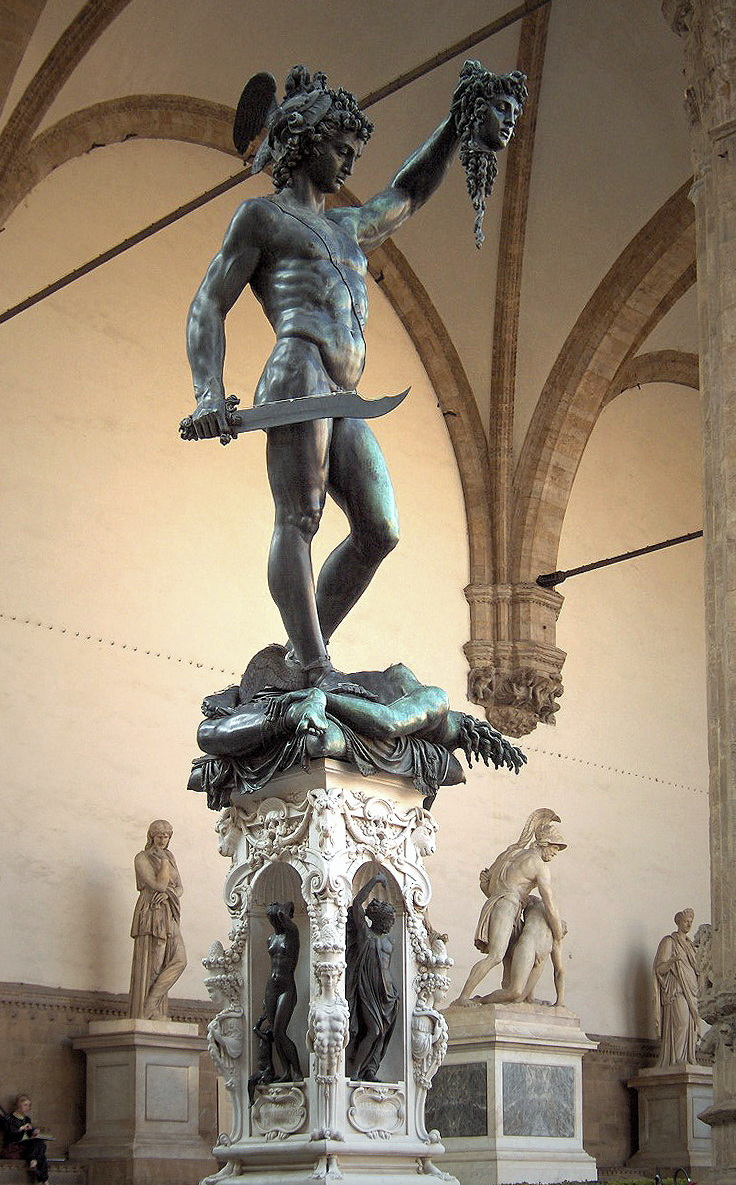
ペルセウス像 (ロッジア・ディ・ランツィ)

## 「チェッリーニ自伝」

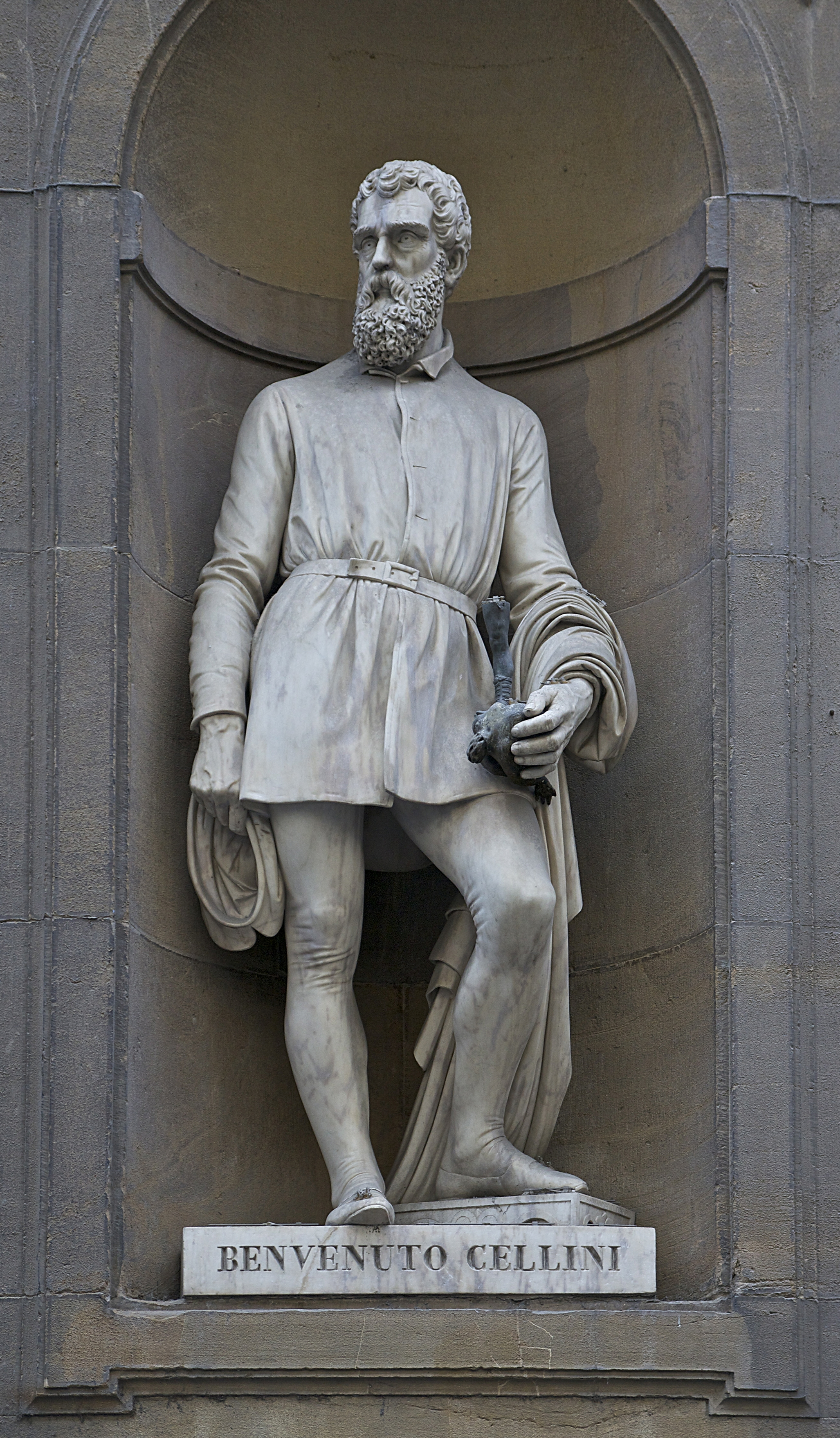
ウフィツィ美術館にある銅像

チェッリーニは58歳になって自叙伝（原書名「La vita di Benvenuto Cellini（イタリア語版）」）を書いている。1550年・58年に発刊されたヴァザーリの『芸術家列伝』に刺激を受けたのではないかと推測される。書き上げたあと当時の文芸界のベネデット・ヴァルキに自著の校正を求めているが、ヴァルキは「彼の会話体による純な文体は、削除や訂正をしない方が好ましい」とし手直しを断っている。13歳の筆記者に口述した、綴りや文法に拘泥しない型破りの文体で語られたのは、単なる一芸術家の奔放な生き方だけではなく16世紀イタリア風俗の生気あふれる叙述であった。
対抗改革後のイタリアでは出版される当てがなく、18世紀になってガリレオ派の流れをくむ百科全書派の学者コッキによって草稿が発見され、1728年に公刊された。40年後にバレッティによって再刊された版でフランス人にも知られるようになり、ルソーやスタンダールに熱烈に支持され、ベルリオーズはオペラ「ベンヴェヌート・チェッリーニ」を作曲している。
ドイツでは1803年にゲーテが、自身のイタリア紀行を経て、解説と注を行ったドイツ語訳を刊行し、ブルクハルト『イタリア・ルネサンスの文化』をはじめとするルネサンス研究の先駆けをなした。

## 主な日本語文献
- 『チェッリーニ自伝 : フィレンツェ彫金師一代記』古賀弘人 訳、岩波文庫（上・下）、1993年。 NCID BN09246898。 - 上巻：ISBN 4003271114、下巻：ISBN 4003271122
- 『チェッリーニ　わが生涯』大空幸子 訳、新評論、1983年。 NCID BN0111566X。
- マリオ・スカリーニ『チェリーニ : マニエリスムへの流れ』上村清雄 訳、東京書籍〈イタリア・ルネサンスの巨匠たち 27〉、1996年。ISBN 4487763770。 NCID BN1397773X。 - 原書名『Benvenuto Cellini』